# Jean-Louis Voisin
 (juillet 2021).
Si vous disposez d'ouvrages ou d'articles de référence ou si vous connaissez des sites web de qualité traitant du thème abordé ici, merci de compléter l'article en donnant les références utiles à sa vérifiabilité et en les liant à la section « Notes et références ».
Jean-Louis Voisin, né le 20 mars 1946 à Roanne, est un historien et journaliste français, spécialiste de l'histoire romaine.

## Carrière
- Agrégé d'histoire en 1971
- Assistant à l'Université de Caen
- Membre de l'école française de Rome
- Maître de conférences à l'Université de Bourgogne
- Maître de conférences à l'Université de Paris XII

## Publications
- Histoire romaine, 1991, Presses universitaires de France.
- "Monter au capitole. A propos de l'édit de Dèce, en 250" in Mélanges en l'honneur d'Yvette Duval, 2000, De Boccard.
- "De quelques usages mortels du poison dans la Rome antique" p.88-105 in Poisons et philtres d'amour. Actes de la journée d'études organisée au Château de la Roche-Guyon, le 6 avril 2019. Editions de l'œil   (ISBN 978-2-35137-306-4)
- La mort volontaire dans la Rome Antique, Ornicar ?, revue du champ freudien, Paris, 2024.

## Journaliste
Jean-Louis Voisin a écrit autrefois sous le pseudonyme de Frédéric Valloire dans la revue Valeurs actuelles et écrit actuellement dans Le Figaro histoire.